# Letterboxd
Letterboxd – internetowy serwis społecznościowy założony przez Matthew Buchanana i Karla von Randow w 2011 roku w Auckland w Nowej Zelandii. Cel strony został określony jako szerzenie miłości do kinematografii. Letterboxd umożliwia dzielenie się pasją do filmów poprzez pisanie recenzji, wchodzenie w interakcję z innymi użytkownikami, oraz tworzenie list filmów i dziennika seansów. 15 maja 2017 roku 100-milion filmów było oznaczonych jako obejrzanych, a 20 sierpnia 2022 ponad miliard.

## Historia
Witryna została uruchomiona przez Brooklyn Beta w październiku 2011 roku i zyskała ponad 17 000 testerów beta w ciągu następnych sześciu miesięcy. 24 kwietnia 2012 przestała być prywatną stroną i przeszła do trybu publicznego beta. Wszystkie strony stały się publicznie widoczne, jednak początkowo było jedynie 23 filmów, a członkostwo było ograniczone do osób zaproszonych. 8 lutego 2013 roku strona została otwarte do użytku publicznego. Letterboxd wprowadziło strukturę warstwową członkostwa z różnicowaniem funkcji dla wersji płatnej i darmowej. Wersja płatna, zwana Pro umożliwia dostęp do dodatkowych elementów, w tym spersonalizowanych stron z podsumowaniem roku.
We wrześniu 2020  Letterboxd ogłosił nowy poziom członkostwa dla podmiotów i firm zajmujących się filmem, takich jak festiwale, kina kameralne, czy nawet podcasty. Ta nowa funkcja, nazwana Letterboxd HQ, zaskutkowała wzrostem popularności wśród nowych odbiorców, a organizacje takie jak IndieWire, TIFF i The Criterion Collection zaczęły angażować się w społeczność.
Artykuł w New York Times ze stycznia 2021 wskazał, że Letterboxd „podwoił swoją bazę użytkowników od początku pandemii”, mając  ponad 3 miliony członków, w porównaniu z 1,7 milionem w poprzednim roku. W artykule dla The Ringer krytyk filmowy Scott Tobias powiedział, że Letterboxd w trakcie pandemii COVID-19 jest „najbezpieczniejszą przestrzenią do dyskusji o filmie, jaką dysponujemy”, chwaląc jej społeczność i otwartość na dyskusje.

## Dane filmów
Wszystkie metadane związane z filmami, których używa strona, w tym nazwiska aktorów, reżyserów i wytwórni, streszczenia, daty premiery, zwiastuny i grafiki plakatów, są zaczerpnięte z The Movie Database (TMDB). Ze względu na wysokie roczne opłaty za korzystanie z danych IMDb, twórcy strony zdecydowali się na TMDB, który jest tworzone przez crowdsourcing. Dodatkowo, we wrześniu 2019 nawiązali współpracę ze stroną Justwatch.com, która wskazuje gdzie filmy są dostępne do obejrzenia.